# Myrmeleonostenus babai
Myrmeleonostenus babai är en stekelart som beskrevs av Tohru Uchida 1936. Myrmeleonostenus babai ingår i släktet Myrmeleonostenus och familjen brokparasitsteklar. Inga underarter finns listade i Catalogue of Life.